# Perkusista

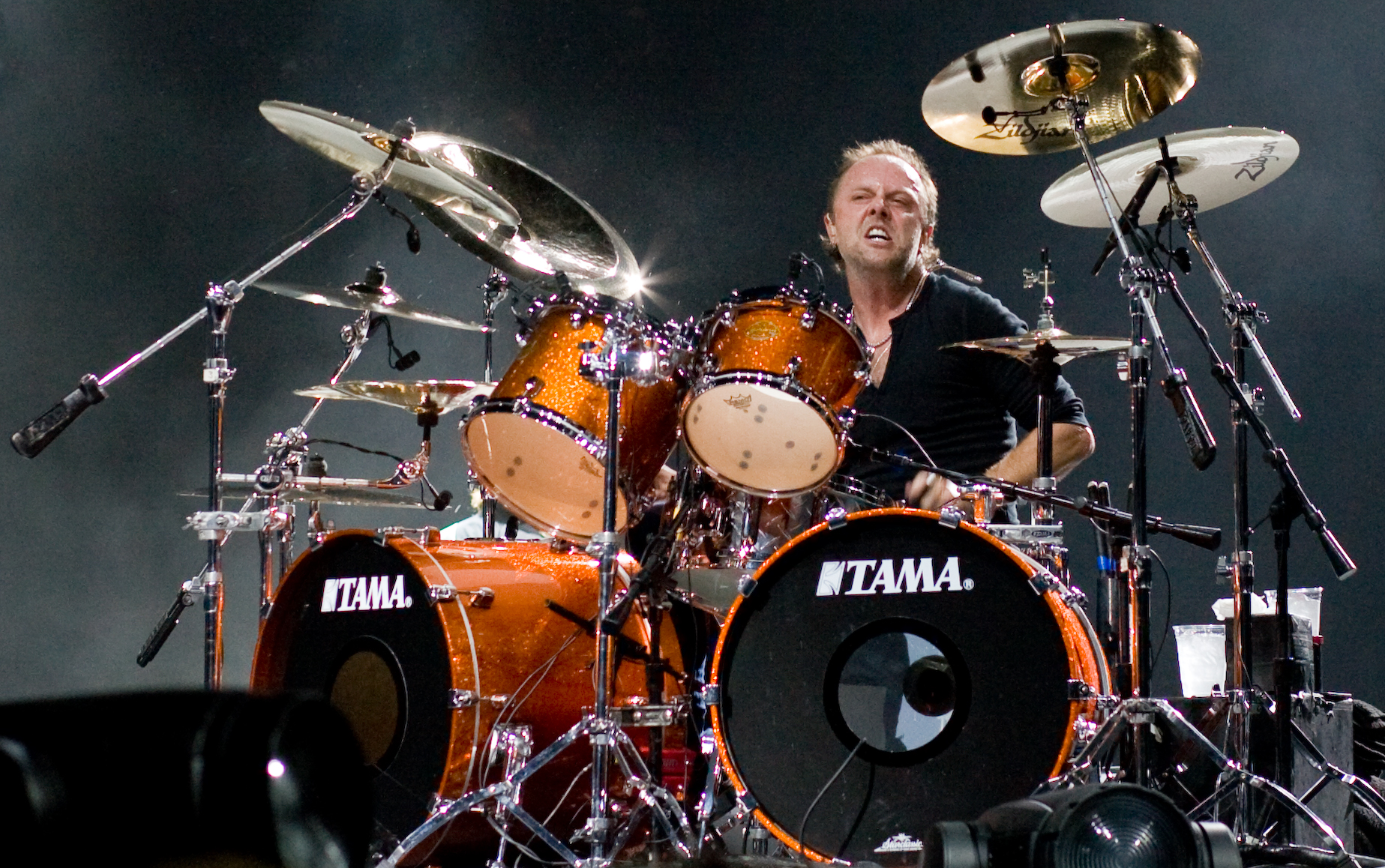
Perkusista

Perkusista, potocznie: bębniarz, pałkarz, pałker, garkotłuk – osoba grająca na perkusji.